# Херальд Сан Тур (женский)
Херальд Сан Тур (англ. Womens Herald Sun Tour) — шоссейная многодневная велогонка, проходящая по территории Австралии с 2018 года. Является женской версией мужской гонки Херальд Сан Тур.

## История
Гонка была создана в 2018 году и сразу вошла в Женский мировой шоссейный календарь UCI.
В 2021 и 2022 году гонка была отменена из-за пандемии COVID-19, а в 2023 из-за организационно-логистических проблем.
Маршрут гонки проходит в штате Виктория (Австралия) и состоит из двух этапов, один из которых может быть в формате индивидуальной гонки. Места проведения этапов меняются каждый год, их трассы пролегают в частности в городах Хелсвилле и Шеппартоне, на автодром Филлип-Айленд (трасса) на острове Филлипа, горнолыжном курорте Фоллс-Крик. Протяжённость групповых этапов составляет около 100 км.
Название получила в честь Herald Sun, единственной ежедневной газеты Мельбурна.

## Призёры
| Год  | Победитель   | Второй             | Третий         |         |
| ---- | ------------ | ------------------ | -------------- | ------- |
| 2018 | Броди Чапман | Аннемик ван Влётен | Хлоя Хоскинг   |         |
| 2019 | Люси Кеннеди | Аманда Спратт      | Броди Чапман   |         |
| 2020 | Люси Кеннеди | Хайме Ганнинг      | Арленис Сьерра |         |
| 2025 | отменён      | отменён            | отменён        | отменён |